# Al Dabbah
Al Dabbah (anche conosciuta con il nome di Ed Debba, El Debba, El Debbah e Ed Debbah) è una cittadina del Sudan di 52.000 abitanti, situata sulla sponda occidentale del Nilo; la città è dotata di aeroporto.